# گارنیک استپانیان
گارنیک خاچاطوری استپانیان (تر-استپانیان) (ارمنی: Գառնիկ Խաչատուրի Ստեփանյան؛ زاده ۱۴ فوریهٔ ۱۹۰۹ - درگذشته ۱ ژوئیهٔ ۱۹۸۹) منتقد ادبی، نثرنویس اهل ارمنستان بود. وی بین سال‌های - تا - میلادی فعالیت می‌کرد.

## زندگی‌نامه
وی در ۱۴ فوریهٔ ۱۹۰۹ در |ماماخاتون به دنیا آمد و از دانشگاه دولتی ایروان (۱۹۳۸) فارغ‌التحصیل گشت. وی عضو اتحادیه نویسندگان ارمنستان بود. وی در انستیتو ادبی فرهنگستان ملی علوم ارمنستان، سُوتاکان هایاستان، موزه هنر و ادبیات چارنتس انستیتو هنری، آرئو، هایاساتن و دانشکده لغت‌شناسی زبان ارمنی دانشگاه دولتی ایروان فعالیت می‌کرد. وی همچنین برنده جوایزی همچون چهره هنری شایسته ارمنستان شوروی (۱۹۶۷) و جایزه دولتی ارمنستان شوروی (۱۹۸۰) شد. وی در ۱ ژوئیهٔ ۱۹۸۹ در سن ۸۰ سالگی در ایروان درگذشت.

## یادداشت
1. ↑  Մամախաթուն
2. ↑  արվեստագիտության դոկտոր